# SAVIA
『SAVIA』（サビア）は、川田まみの2作目のオリジナルアルバム。2008年3月26日にジェネオンエンタテインメントより発売された。

## 概要
前作のアルバムから約2年ぶりに発売された川田まみのオリジナル・アルバム。今作もCDのみの通常盤とCD＋DVDの初回限定盤の2種類が発売された。アルバム名の「SAVIA」はスペイン語で「葉脈」という意味である。前作のタイトル名が「SEED=種」ということもあってか、今作はその種が発芽したことを意味する。川田自身は、「SAVIA」という単語をいつか作品に使おうとしてずっと温めており、前作『SEED』からの繋がりとして用いたという。また、タイトルには「自分自身の成長」という意味もあるとのこと。
アルバム発売を記念して、川田まみが初めて単独でパーソナリティを務めるラジオ番組を文化放送の「A&G 超RADIO SHOW〜アニスパ!〜」内で10分間の箱番組が3月いっぱい放送された。番組タイトルは「portamento」。
また、品番が今作から「GNCA」から「GNCV」に変更された。

## 収録曲
1. energy flow [2:10]
  - 作曲・編曲：中沢伴行、尾崎武士
  - 「緋色の空」のカップリング曲「another planet 〜twilight〜」のラストの逆再生も使われている。
2. JOINT [4:02]
  - 作詞：川田まみ／作曲：中沢伴行／編曲：中沢伴行、尾崎武士
  - テレビアニメ『灼眼のシャナII』前期オープニングテーマ
3. Beehive -album edit- [4:29]
  - 作詞：川田まみ／作曲：中沢伴行／編曲：中沢伴行、尾崎武士
  - シングルとはアレンジが異なる。
4. TRILL [4:51]
  - 作詞：川田まみ／作曲・編曲：高瀬一矢
  - 「TRILL」とは"True"と"Real"を足したスラング。
5. 赤い涙 [4:17]
  - 作詞：川田まみ／作曲・編曲：中沢伴行
  - 映画『劇場版 灼眼のシャナ』挿入歌
6. triangle [4:47]
  - 作詞：川田まみ／作曲・編曲：高瀬一矢
  - テレビアニメ『灼眼のシャナII』前期エンディングテーマ
  - 特に表記はされていないが、シングルと音源が異なる。
7. sense [4:15]
  - 作詞：川田まみ／作曲：中沢伴行／編曲：中沢伴行、尾崎武士
  - テレビアニメ『灼眼のシャナII』最終話挿入歌
8. DREAM [5:35]
  - 作詞：川田まみ／作曲・編曲：井内舞子
9. intron tone [4:23]
  - 作詞：川田まみ／作曲：高瀬一矢／編曲：TAKANAKAZAKI
  - 曲名にある「イントロン」とはDNAが核の外に出るときに排除されてしまう部分のこと。いらないものにこそ意味があるという川田まみの思いがある曲。本人曰く、自分の細胞と向き合って聞いてほしい一曲だと語っている。
10. 翡翠 -HISUI- [5:31]
  - 作詞：川田まみ／作曲：C.G mix／編曲：C.G mix、尾崎武士
  - 映画『お姉チャンバラ THE MOVIE』主題歌
11. 最後の約束 [5:50]
  - 作詞：川田まみ／作曲・編曲：井内舞子
  - 実家で飼っていた犬の死にあたっての深い喪失感を歌った曲。
12. Get my way! [2:57]
  - 作詞：川田まみ／作曲：高瀬一矢／編曲：高瀬一矢、尾崎武士
  - テレビアニメ『ハヤテのごとく!』エンディングテーマ
13. portamento [6:02]
  - 作詞：川田まみ／作曲：中沢伴行／編曲：中沢伴行、尾崎武士
  - 前作のアルバム『SEED』から少しずつ成長したことを表した楽曲。アルバムの表題曲。
  - 後にOVA『灼眼のシャナS』第4話の挿入歌に使用された。

## 初回限定盤特典
- 「portamento」のプロモーションビデオと「MAMI KAWADA 2008 January LIVE IN TAIWAN」のメイキング映像を収録したDVD。
- 特製スリーブケース仕様